# Zakład Emerytalno-Rentowy Ministerstwa Spraw Wewnętrznych i Administracji
Zakład Emerytalno-Rentowy Ministerstwa Spraw Wewnętrznych i Administracji (ZER MSWiA) jest państwową jednostką budżetową nieposiadającą osobowości prawnej, która zapewnia realizację działań Dyrektora Zakładu Emerytalno-Rentowego MSWiA przy wsparciu Zespołów Terenowych i Punktów Obsługi Klienta.
Dyrektor Zakładu Emerytalno-Rentowego MSWiA jest organem emerytalnym, powoływanym przez Ministra Spraw Wewnętrznych i Administracji, który wykonuje zadania określone w rozporządzeniu Ministra Spraw Wewnętrznych i Administracji z dnia 8 kwietnia 2024 r. w sprawie organu emerytalnego właściwego do ustalenia prawa do zaopatrzenia emerytalnego funkcjonariuszy Policji, Urzędu Ochrony Państwa, Agencji Bezpieczeństwa Wewnętrznego, Agencji Wywiadu, Centralnego Biura Antykorupcyjnego, Straży Granicznej, Straży Marszałkowskiej, Biura Ochrony Rządu, Służby Ochrony Państwa, Państwowej Straży Pożarnej, Służby Celnej i Służby Celno-Skarbowej oraz ich rodzin.

## Zakres działania
Do zakresu działania Dyrektora ZER MSWiA, jako organu emerytalnego, należy między innymi:
1. ustalanie prawa do zaopatrzenia emerytalnego i wysokości świadczeń pieniężnych z tego zaopatrzenia przysługujących oraz ustalenie prawa do innych świadczeń i ich wysokości na podstawie odrębnych przepisów zwolnionym ze służby funkcjonariuszom Policji, Urzędu Ochrony Państwa, Agencji Bezpieczeństwa Wewnętrznego, Agencji Wywiadu, Centralnego Biura Antykorupcyjnego, Straży Granicznej, Straży Marszałkowskiej, Biura Ochrony Rządu, Służby Ochrony Państwa, Państwowej Straży Pożarnej, Służby Celnej i Służby Celno-Skarbowej oraz ich rodzin;
2. dokonywanie wypłat świadczeń pieniężnych w ramach zaopatrzenia emerytalnego oraz przysługujących na podstawie odrębnych przepisów, a także współpraca z instytucjami finansowymi w tym zakresie;
3. dokonywanie waloryzacji wypłacanych świadczeń pieniężnych;
4. dokonywanie potrąceń i egzekucji ze świadczeń pieniężnych;
5. ustalanie kwot nienależnie pobranych świadczeń pieniężnych i dochodzenie ich zwrotu;
6. ustalanie kwot niedopłat świadczeń pieniężnych;
7. współpraca z organami emerytalnymi i rentowymi w sprawach dotyczących zabezpieczenia społecznego;
8. współpraca, w granicach uprawnień, z organami administracji rządowej, organami i jednostkami organizacyjnymi podległymi lub nadzorowanymi przez ministra właściwego do spraw wewnętrznych oraz komórkami organizacyjnymi obsługującymi tego ministra;
9. dokonywanie analiz z zakresu wysokości i struktury świadczeń pieniężnych;
10. przedkładanie ministrowi do spraw wewnętrznych zaopiniowanych wniosków o przyznanie w drodze wyjątku zaopatrzenia emerytalnego;
11. naliczanie i podział środków funduszu socjalnego pomiędzy ich dysponentów;
12. opracowywanie projektów akt prawnych dotyczących zaopatrzenia emerytalnego;
13. rozpatrywanie skarg i wniosków z zakresu zaopatrzenia emerytalnego;
14. prowadzenie gospodarki finansowej i majątkowej według zasad określonych dla państwowych jednostek budżetowych, w tym opracowywanie planów, sprawozdań finansowych, rocznego planu dochodów i wydatków dotyczących działalności Zakładu Emerytalno-Rentowego Ministerstwa Spraw Wewnętrznych i Administracji;
15. prowadzenie informatycznej bazy danych dotyczącej osób uprawnionych do zaopatrzenia emerytalnego oraz bieżąca jej aktualizacja;
16. udostępnianie informacji w sprawach dotyczących zaopatrzenia emerytalnego w zakresie uregulowanym odrębnymi przepisami;
17. prowadzenie spraw z zakresu koordynacji systemów zabezpieczenia społecznego.

ZER MSWiA zapewnia również obsługę organizacyjno-administracyjną i biurową komisji lekarskich podległych ministrowi właściwemu do spraw wewnętrznych. Zadanie komisji lekarskich zostały określone w ustawie z dnia 28 listopada 2014 r. o komisjach lekarskich podległych ministrowi do spraw wewnętrznych.